# V ozjidanii tjuda
V ozjidanii tjuda (russisk: В ожидании чуда) er en russisk spillefilm fra 2007 af Jevgenij Bedarev.

## Medvirkende
- Jekaterina Kopanova som Maja
- Vladimir Krylov som Paphnutius
- Grigorij Antipenko
- Tatjana Vasiljeva som Renata Genrikhovna
- Nina Ruslanova som Valentina Petrovna